# Anatomidae
Anatomidae là một họ ốc biển nhỏ, là động vật thân mềm chân bụng sống ở biển trong nhánh Vetigastropoda (theo Bouchet & Rocroi, 2005).

## Chi
Các chi thuộc họ Anatomidae gồm:
- Anatoma Woodward, 1859
- Thieleella Bandel, 1998
  - Thieleella bathypacifica Geiger & McLean, 2010[1]
  - Thieleella kelseyi (Dall, 1905)
  - Thieleella peruviana Geiger & McLean, 2010[1]
- Sasakiconcha Geiger, 2006